# Осовец (Речицкий район)
Осовец (бел. Асавец) — деревня, входящая в Пересвятовский сельсовет Речицкого района Гомельской области Беларуси.

## География

### Расположение
Деревня расположена в 11 км на юго-запад от Речицы и в 61 км от Гомеля.

## Транспортная система
Транспортная связь по просёлочной, а затем по автодороге Василевичи — Речица.
В деревне 1 жилой дом (2004 год). Планировка — короткая прямолинейная улица с юго-востока на юго-запад с редкими деревянными строениями.

## История
Согласно письменным источникам известна с XIX века как фольварк дворянина Любичанковского, которому в 1876 году принадлежало здесь 261 десятин земли и входил в состав Ровенскослободской волости Речицкого повета Минской губернии.
В 1931 году крестьяне вступили в колхоз.
Во время Великой Отечественной войны 12 жителей деревни погибли на фронте.
Осовец входит в состав совхоза «10 лет Октября» с центром в деревне Пересвятое.

## Население

### Численность
2004 год — 1 двор, 1 житель.

### Динамика
- 1908 год — 23 жителя.
- 1930 год — 24 двора, 139 жителей.
- 1959 год — 128 жителей (согласно переписи).
- 2004 год — 1 двор, 1 житель.